# Abbe (kráter)

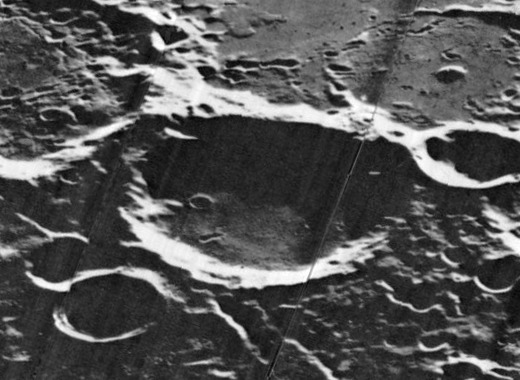

Abbe je měsíční impaktní kráter, který se nachází na jižní polokouli na odvrácené straně Měsíce. Nachází se jižně od kráteru Hess a leží na východ od velké pánve Poincaré. Je pojmenován podle německého fyzika Ernsta Abbeho .
Vnější stěna kráteru Abbe je rozrušená, na severozápadním a jihozápadním okraji hřebenu leží malé krátery. Dno je relativně hladké, narušené několika malými krátery.